# Working Girl
Working Girl (Armas de mujer, en España; Secretaria ejecutiva, en Hispanoamérica) es una película de 1988 dirigida por Mike Nichols e interpretada por Harrison Ford, Melanie Griffith y Sigourney Weaver acerca de la ética profesional, las barreras en el ascenso laboral para las mujeres y los enfrentamientos en el mundo de las grandes corporaciones.
La película incluye una destacada secuencia de apertura en la que los trabajadores se dirigen a Manhattan en el ferry de Staten Island acompañados por la canción "Let the River Run", por la que su autora e intérprete, Carly Simon, recibió el Óscar a la mejor canción. 

## Sinopsis
Tess McGill (Melanie Griffith) es una secretaria con un gran deseo de formarse y prosperar en la vida en el mundo de los negocios, las inversiones, fusiones y compras de empresas. Se incorpora a una nueva empresa de inversiones, con la ayuda de una compañía colocadora de empleos, como secretaria asistente especial de Katherine Parker (Sigourney Weaver), una directora muy superficial, millonaria pero también eficiente en su trabajo y considerada su mentora, le da consejos y ayuda a mejorar en su vida empresarial.
Cuando esta se va de vacaciones y es víctima de un accidente de esquí en la nieve, Tess recibe la orden de ayudarla a mantener su casa, debe ocuparse de los asuntos en curso hasta su llegada en una semana. 
Casualmente Tess descubre que su jefa está preparando un importante plan de negocio, al escuchar mensajes de voz grabados por Katherine, en donde ella considera podrían ganar una importante comisión junto con un socio experto en presentar propuestas de fusiones de empresas, para las industrias Trask basado en un informe preliminar que Tess había preparado antes como una propuesta de negocios para comprar una radio y que, según le había manifestado Katherine antes en la oficina, no tenía ningún interés en el mismo después de consultar las posibilidades de hacer este negocio con sus amistades.
Enfurecida por el intento de robo intelectual de su propuesta inicial de negocios, en donde ella podría ganar una importante comisión por esta iniciativa y decidida a demostrar que ella también puede hacer el mismo trabajo de la oficina de Katherine, Tess se propone a detener las intenciones de Katherine pasándose por su sustituta ocupando la oficina principal del piso en su ausencia, para encontrarse con Jack Trainer (Harrison Ford), un experto promotor de negocios, inversiones y fusiones de empresas, con varios contactos en diferentes empresas para lograr sacar adelante esta propuesta de negocios y podría ser recibido por la empresa Trask, él es el hombre decisivo para este plan de negocio, con la intención de convencerle a ejecutarlo para luego llevarlo a cabo con éxito en lugar de Katherine y ganar juntos esa comisión.
Katherine regresa a su casa con la pierna paralizada por yeso, Tess la recibe y deja olvidada su agenda en donde están todos los detalles de la compra de la radio, su trabajo durante la última semana muy avanzado y listos para una reunión con las industrias Trask, entonces Katherine se viste, interviene en la mesa de negociación y acusa a Tess de robarle la idea.
Tess es despedida de la empresa en donde trabaja como secretaria para Katherine y cuando se va, el dueño de la empresa, el importante empresario y millonario Oren Trask se encuentra con ella a la salida de los elevadores, sospecha que ella si fue la mentora de esa propuesta de inversiones para lograr la compra de la radio, por conocerla mejor durante esa semana de trabajo, entonces entran a otro elevador juntos por la noticia de la única falla en la compra de la radio, Oren Trask es informado de más detalles para la firma del contrato para la compra de la radio con éxito, la relación de la primera idea de Tess para la compra de la radio, cuando estaba viendo dos páginas del mismo periódico, sobre una publicidad de la radio y el anuncio de la fiesta del matrimonio de la hija de Oren Trask, revelando estar muy molesto por considerar que Katherine lo ha engañado y se apropia de la idea de Tess, le pregunta a Katherine cómo logra juntar las dos ideas, la empresa y la radio, entonces despide a Katherine y ahora Tess recibe una invitación de Oren Trask para trabajar en su empresa Trask.
Tess llega a la siguiente semana para su nuevo trabajo en la empresa Trask, como fue propuesto por Oren Trask a la salida del elevador, sube a una oficina muy alta en el edificio, entonces encuentra a una mujer en la oficina hablando por teléfono y la confunde con su nueva jefa, cuando Tess le pregunta si quiere tomar una taza de café, pensando en trabajar ahora como la secretaria de esa mujer y su nuevo trabajo sería similar al de sus anteriores empleos, como la secretaria ejecutiva de un importante desarrollador de negocios, pero la mujer sale de la oficina, se disculpa y le revela que ahora ella es su secretaria personal, solamente estaba hablando por teléfono en la nueva oficina de Tess, en realidad su nueva jefa llegada ese día a la oficina y entonces ella le trae el café a Tess.
Tess descubre ha sido contratada como agente especial para promover compras de empresas en las industrias Trask, inversiones en la bolsa de valores y desarrollador de negocios, por pedido especial de su jefe Oren Trask, al ver en ella un potencial muy grande para hacer negocios de compras de empresas y estar muy agradecido por su recomendación de comprar la radio con éxito.

## Reparto
- Harrison Ford: Jack Trainer
- Sigourney Weaver: Katharine Parker
- Melanie Griffith: Tess McGill
- Alec Baldwin: Mick Dugan
- Joan Cusack: Cynthia "Cyn"
- Nora Dunn: Ginny
- Kevin Spacey: Bob Speck
- Philip Bosco: Oren Trask
- Olympia Dukakis: Directora de personal
- Oliver Platt: Dave Lutz
- James Lally: Turkel
- Robert Easton: Armbrister
- Amy Aquino: Alice Baxter
- Jeffrey Nordling: Tim Rourke
- Elizabeth Whitcraft: Doreen DiMucci
- Zach Grenier: Jim

## Producción

### Desarrollo
La idea que llevó a la creación de esta obra cinematográfica nació a partir de una prenda de ropa. El productor de la película Douglas Wich caminó un día por el sur de Manhattan cuando se fijó en una mujer que iba impecablemente vestida pero con zapatillas de deporte. Habló después con Kevin Wade, el guionista, al respecto para que hiciese una historia sobre mujeres como estas que sueñan con subir a la clase alta de Manhattan. Entonces Kevin Wade, inspirándose en el hecho de que él mismo había visto llegar al ferry de Staten Island y bajar a aquellas mujeres en zapatillas que se paraban para cambiarse en zapatos de vestir, amplió el concepto. Ese fue el factor decisivo que le llevó a descubrir la historia de un inmigrante moderno que llega sin la ropa adecuada, sin conocer las costumbres, pero también dotado con ingenio.

### Casting
Se presentaron para el papel de Tess Geena Davis y Michelle Pfeiffer, pero al final lo tuvo Melanie Griffith, ya que tenía el áurea de persona despercibida con gafas, pero bella sin ellas. Alec Baldwin quiso interpretar el papel del protagonista Jack Trainer, pero al final lo obtuvo Harrison Ford, quien también fue el más pagado de la película. El actor David Duchovny debutó en esta película y Kevin Spacey fue contratado para su papel en la obra cinematográfica en el último momento. Cabe también destacar que, antes del rodaje, Melanie Griffith y Sigourney Weaver dedicaron varios días a observar el trabajo y las reuniones de mujeres ejecutivas de empresas, a fin de conocer su forma de actuar para hacer bien sus papeles en la obra cinematográfica.

### Rodaje
La película se rodó en Nueva York. Se filmó entre el 16 de febrero de 1988 y el 27 de abril de 1988. Algunas de las escenas también se rodaron en el World Trade Center. Durante el rodaje Melanie Griffith estuvo drogada, eso causó  un día de retraso respecto a la filmación de la película. Ese retraso costó 80.000 dólares, que la actriz tuvo que pagar de su bolsillo.

## Fechas de estreno mundial
| País                                                                          | Fecha de estreno                |
| ----------------------------------------------------------------------------- | ------------------------------- |
| Alemania                                                                      | Jueves 9 de marzo de 1989       |
| Argentina                                                                     | Jueves 16 de marzo de 1989      |
| Australia                                                                     | Jueves 2 de marzo de 1989       |
| Austria                                                                       | Viernes 17 de marzo de 1989     |
| Bélgica                                                                       | Miércoles 15 de marzo de 1989   |
| Belice · Costa Rica · El Salvador · Guatemala · Honduras · Nicaragua · Panamá | Viernes 17 de marzo de 1989     |
| Bolivia                                                                       | Jueves 2 de noviembre de 1989   |
| Brasil                                                                        | Jueves 23 de marzo de 1989      |
| Chile                                                                         | Viernes 17 de marzo de 1989     |
| Chipre                                                                        | Jueves 30 de marzo de 1989      |
| Colombia                                                                      | Jueves 10 de agosto de 1989     |
| Corea del Sur                                                                 | Sábado 19 de mayo de 1990       |
| Dinamarca                                                                     | Jueves 9 de marzo de 1989       |
| Ecuador                                                                       | Miércoles 3 de julio de 1991    |
| Egipto                                                                        | Lunes 2 de octubre de 1989      |
| España                                                                        | Viernes 10 de marzo de 1989     |
| Estados Unidos · Canadá                                                       | Viernes 23 de diciembre de 1988 |
| Filipinas                                                                     | Miércoles 22 de febrero de 1989 |
| Finlandia                                                                     | Viernes 3 de marzo de 1989      |
| Francia                                                                       | Miércoles 8 de marzo de 1989    |

| País                | Fecha de estreno              |
| ------------------- | ----------------------------- |
| Grecia              | Jueves 30 de marzo de 1989    |
| Hong Kong           | Viernes 7 de abril de 1989    |
| Hungría             | Jueves 8 de marzo de 1990     |
| India               | Jueves 24 de agosto de 1989   |
| Israel              | Viernes 10 de marzo de 1989   |
| Italia              | Viernes 10 de marzo de 1989   |
| Jamaica             | Miércoles 26 de abril de 1989 |
| Japón               | Sábado 20 de mayo de 1989     |
| Malasia             | Miércoles 12 de abril de 1989 |
| México              | Viernes 5 de mayo de 1989     |
| Noruega             | Jueves 16 de marzo de 1989    |
| Nueva Zelanda       | Viernes 24 de marzo de 1989   |
| Países Bajos        | Jueves 13 de abril de 1989    |
| Perú                | Jueves 6 de julio de 1989     |
| Portugal            | Viernes 17 de marzo de 1989   |
| Puerto Rico         | Jueves 19 de enero de 1989    |
| Reino Unido Irlanda | Viernes 31 de marzo de 1989   |
| Singapur            | Miércoles 8 de marzo de 1989  |
| Sudáfrica           | Viernes 3 de marzo de 1989    |
| Suecia              | Viernes 3 de marzo de 1989    |
| Suiza               | Viernes 10 de marzo de 1989   |
| Tailandia           | Sábado 17 de junio de 1989    |
| Taiwán              | Sábado 18 de marzo de 1989    |
| Turquía             | Viernes 13 de octubre de 1989 |
| Uruguay             | Jueves 16 de marzo de 1989    |
| Venezuela           | Martes 18 de abril de 1989    |

## Recepción
La crítica recibió positivamente la película, que además obtuvo grandes ingresos de taquilla a nivel internacional, y fue nominada y galardonada con premios tanto de la Academia como Globos de Oro, destacando las actuaciones de Melanie Griffith y Sigourney Weaver. Su éxito también dio pie a una serie de televisión con el mismo nombre protagonizada por Sandra Bullock.
En la actualidad esta obra cinematográfica se considera una película de culto con la que todavía se identifican las mujeres.

## Premios

### Oscar 1988
| Categoría                                    | Persona                   | Resultado |
| -------------------------------------------- | ------------------------- | --------- |
| Oscar a la mejor película                    | Oscar a la mejor película | Candidata |
| Oscar al mejor director                      | Mike Nichols              | Candidato |
| Oscar a la mejor actriz                      | Melanie Griffith          | Candidata |
| Oscar a la mejor actriz de reparto           | Joan Cusack               | Candidata |
| Oscar a la mejor actriz de reparto           | Sigourney Weaver          | Candidata |
| Oscar a la mejor canción (Let the River Run) | Carly Simon               | Ganadora  |

### Globos de Oro
| Categoría                          | Persona                            | Resultado |
| ---------------------------------- | ---------------------------------- | --------- |
| Mejor película - Comedia o musical | Mejor película - Comedia o musical | Ganadora  |
| Mejor director                     | Mike Nichols                       | Candidato |
| Mejor actriz - Comedia o musical   | Melanie Griffith                   | Ganadora  |
| Mejor actriz de reparto            | Sigourney Weaver                   | Ganadora  |
| Mejor canción (Let the River Run)  | Carly Simon                        | Ganadora  |
| Mejor guion                        | Kevin Wade                         | Candidato |